# 康威郡级自治市
康威（英語：Conwy County Borough，/ˈkɒnwi/，發音：[ˈkɔnʊɨ] ⓘ）是英国威尔士北部的一个郡级自治市，面积共1,130平方公里，北面为爱尔兰海，首府为康威，人口为115,200人，39.7%的居民使用威尔士语。